# Halfdan Bjølgerud
Halfdan Bjølgerud (* 13. Februar 1884 in Hamar; † 18. April 1970 in Oslo) war ein norwegischer Hochspringer.
1903 und 1906 wurde er nationaler Meister, 1902 nationaler Vizemeister. Am 30. August 1903 stellte er in Kristiania mit 1,772 m einen nationalen Rekord auf, den er am 17. Juli 1904 in Odense auf 1,815 m verbesserte.
Bei den Olympischen Zwischenspielen 1906 in Athen wurde er Sechster.